# Rio Enjeitado
Rio Enjeitado är ett vattendrag i Brasilien.   Det ligger i delstaten Maranhão, i den östra delen av landet, 1 100 km norr om huvudstaden Brasília.
I omgivningarna runt Rio Enjeitado växer i huvudsak städsegrön lövskog. Runt Rio Enjeitado är det mycket glesbefolkat, med 7 invånare per kvadratkilometer.